# 吉格吉德·乌嫩巴特
吉格吉德·乌嫩巴特（Jigjid Unenbat，1962年8月13日—）蒙古国人，蒙古国银行家。

## 生平
1985年，获苏联莫斯科经济和统计研究所（Moscow Economics and Statistics Institute）文学硕士（M.A.）。1994年，获美国哥伦比亚大学国际事务硕士（M.I.A.）。
1990年至1995年，任蒙古银行经济学家、高级经济学家。1995年至1996年，任蒙古银行货币政策部（Monetary Policy Department）主任。1996年至2000年，任蒙古银行行长。1996年至2000年，代表蒙古国任亚洲开发银行理事。1998年至1999年，任亚洲开发银行理事会副主席。1996年至2000年，在国际货币基金组织和世界银行代表蒙古国任副理事。
此后任财经学院（School of Finance and Economics）财务系主任，公司治理发展中心（Corporate Governance Development Center）首席执行官。他还兼任中央银行监事会（Supervisory Board of Central Bank）成员，小额信贷发展基金会董事会（Board of Microfinance Development Foundation）成员，公司治理发展中心（Corporate Governance Development Center）董事会成员。

## 家庭
已婚，有三个孩子。